# Lois Weber
Lois Weber (Allegheny, Pennsilvània, Estats Units, 13 de juny de 1879 – Los Angeles, Califòrnia, 13 de novembre de 1939) va ser una actriu de cinema mut, guionista, productora, i directora nord-americana que va ser considerada "la directora dona més important que la indústria del cinema americà ha conegut", i "una de les més importants i prolífiques directores de pel·lícula en l'era del cinema mut". L'historiador de cinema Anthony Slide afirma que "juntament amb D.W. Griffith, Lois Weber va ser la primera autora genuïna de cinema americà, una cineasta implicada en tots els aspectes de producció i que va utilitzar la imatge en moviment per comunicar les seves idees pròpies i filosofies."
Weber va produir una obra comparable a la de Griffith tant en quantitat i com en qualitat, i va portar a la pantalla les seves preocupacions per la humanitat i la justícia social, tractant en el cinema temes especialment controvertits però que afecten i interessen profundament les persones, com ara l'emancipació de la dona, l'avortament, la pena de mort, la prostitució, l'alcoholisme..., que uns anys més tard estarien vetats per la censura.
De les seves pel·lícules, en un nombre estimat de 200 a 400, se'n conserven menys de vint. Ha estat acreditada per IMDb en la direcció de 135 pel·lícules, escrivint-ne 114, i actuant en 100. Weber va ser "un dels primers directors que va captar l'atenció dels censors dins els anys primerencs de Hollywood".
Weber ha estat considerada com la pionera en l'ús de la tècnica de la pantalla partida per mostrar acció simultània en el seu film de 1913 Suspens. En col·laboració amb el seu primer marit, Phillips Smalley, l'any 1913 Weber era "una de les primeres directores que experimentà amb el so", fent les primeres pel·lícules de so als Estats Units, i era també la primera dona americana que va dirigir una pel·lícula completa característica quan ella i Smalley van dirigir El Mercader de Venècia l'any 1914, i al 1917 la primera dona directora a posseir el seu propi estudi de cinema.
Durant els anys de guerra, Weber "va aconseguir un èxit enorme per combinar un encertat sentit comercial amb una visió especial del cinema com a eina moral". Al seu zenit, "pocs homes, abans que ella o de llavors ençà, han retingut tal control absolut sobre les pel·lícules que han dirigit –i certament cap dona directora ha aconseguit un estatus potent una vegada sostingut per Lois Weber." L'any 1920, Weber va ser considerada la "primera dona directora de la pantalla i autora i productora de les més grans produccions característiques de la història del negoci del cinema".

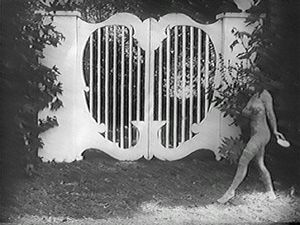
Hypocrites (1915)

Entre les pel·lícules destacades de Weber hi ha: la polèmica Hypocrites, que va presentar la primera escena d'un nu integral d'una dona l'any 1915; el film de l'any 1916 Where Are My Children?, en què va parlar de l'avortament i el control de natalitat, i va ser afegit al National Film Registry el 1993; la seva adaptació de Tarzan of the Apes, la primera novel·la d'Edgar Rice Burroughs, la pel·lícula va ser filmada l'any 1918; i és sovint considerada la seva obra mestra, The Blot el 1921. Weber és acreditada per descobrir, tutoritzar o convertir en estrelles diverses actrius, incloent Mary MacLaren, Mildred Harris, Claire Windsor, Esther Ralston, Billie Dove, Ella Sala, Cleo Ridgely i Anita Stewart, i va descobrir i inspirar la guionista Frances Marion. Per la seva contribució a la indústria cinematográfica, el 8 de febrer de 1960, a Weber li va ser atorgada una estrella en el Passeig de la Fama de Hollywood.

## Carrera cinematogràfica
L'any 1908, Weber va ser contractada per l'American Gaumont Chronophones, on va produir phonoscenes, al principi com a cantant de cançons gravades amb el cronophone. Ambdós, Herbert Blaché i la seva esposa, Alice Guy, més endavant van afirmar haver donat a Weber l'inici en la indústria del cinema.
Al final de l'any 1908 i la temporada teatral, Smalley va unir a Weber a la Gaumont. Aviat Weber va escriure guions, i l'any 10908 Weber va començar a dirigir phonoscenes en llengua anglesa al Gaumont Studio a Flushing, New York. El 1915 Weber va dirigir i protagonitzar el film que ella havia escrit anomenat Hypocrites.
L'any 1910, Weber i Smalley van decidir perseguir una carrera en la petita indústria cinematogràfica. En els següents cinc anys, van treballar acreditats com The Smalleys (però Weber normalment va rebre reconeixement en els crèdits) en desenes de curts i llargmetratges per les petites companyies productores com Gaumont, la New York Motion Picture Co., Reliance Studio, la Rex Motion Picture Company, i la Bosworth, on Weber escriví guions i subtítols, actuant, dirigint, dissenyant escenaris i vestuari, editant films, i fins i tot desenvolupant negatius.
Weber i Smalley varen tenir una filla, Phoebe, com es deia la mare de Smalley, que va néixer el 29 d'octubre de 1910, però morí durant la infantesa.

### Rex Motion Picture Company
Per l'any 1911, Weber i Smalley treballaven per a William Swanson a la Rex Motion Picture Company, que estava a la 11a Avinguda de Nova York. Mentre estava a Rex, Weber es va guanyar una reputació com "una seriosa promotora social i com a sòcia principal de la unitat Weber-Smalley". L'any 1911, Weber va dirigir -i va actuar-hi- el seu primer curtmetratge mut, A Heroine of '76, compartint les tasques de direcció amb Smalley i Edwin S. Porter. Durant aquest temps Rex es fusionà amb cinc altres estudis per formar l'Universal Film Manufacturing Company el 30 d'abril de 1912, Weber i Smalley eren els caps de Rex, i s'havien traslladat a Los Angeles.
Rex va continuar com a subsidiària d'Universal, amb Weber i Smalley dirigint-la, filmant dos rodets cada setmana, fins que van deixar Rex el setembre de 1912. Carl Laemmle va sorprendre la indústria del cinema amb la seva defensa de les directores i productores dones, incloent-hi Weber, Ida May Park i Cleo Madison. En la tardor de 1913, poc després de la incorporación de Universal City, Weber va ser elegida com la primera alcaldessa en una disputa ajustada que va requerir un recompte, i Laura Oakley com cap de policia. Per aquella època, el departament de publicitat d'Universal City era "l'únic municipi al món que posseïa un equip sencer de dones oficials".
El març de 1913, Weber va protagonitzar la primera versió en anglès de The picture of Dorian Gray, d'Oscar Wilde, que va ser produïda per la Motion Picture Co., dirigida per Smalley, d'una a partir d'una adaptació de Weber, i amb Wallace Reid com a Dorian Gray.

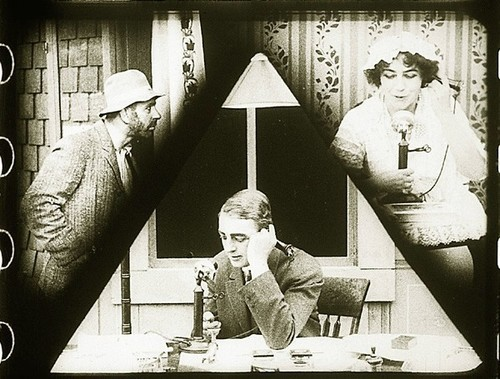
Suspense (1913)

Dins 1913, Weber i Smalley van col·laborar dirigint un thriller de deu minuts, Suspens, basat en l'obra Au Telephone, d'André de Lorde, que s'havia filmat el 1908 com Heard ober the 'Phone, d'Edwin S. Porter. Adaptat per Weber, va utilitzar múltiples imatges i miralls per explicar el cas d'una dona (Weber) amenaçada per un lladre (Sam Kaufman).
Se li atribueix a Weber ser la pionera en l'ús de la tècnica de la pantalla partida per mostrar acció simultània en aquesta pel·lícula, però els tríptics tan sovint esmentats ja s'havien utilitzat, segons Tom Gunning, a les pel·lícules daneses Den hvide slavehandel (1910), i per a mostrar converses telefòniques. Segons Gunning, "cap pel·lícula feta abans de Cap pel·lícula feta abans de la Primera Guerra Mundial mostra un domini més fort de l'estil cinematogràfic que Suspense [que] supera fins i tot a Griffith per la realització de cinema implicat emocionalment". Suspense es va estrenar el 6 de juliol de 1913.

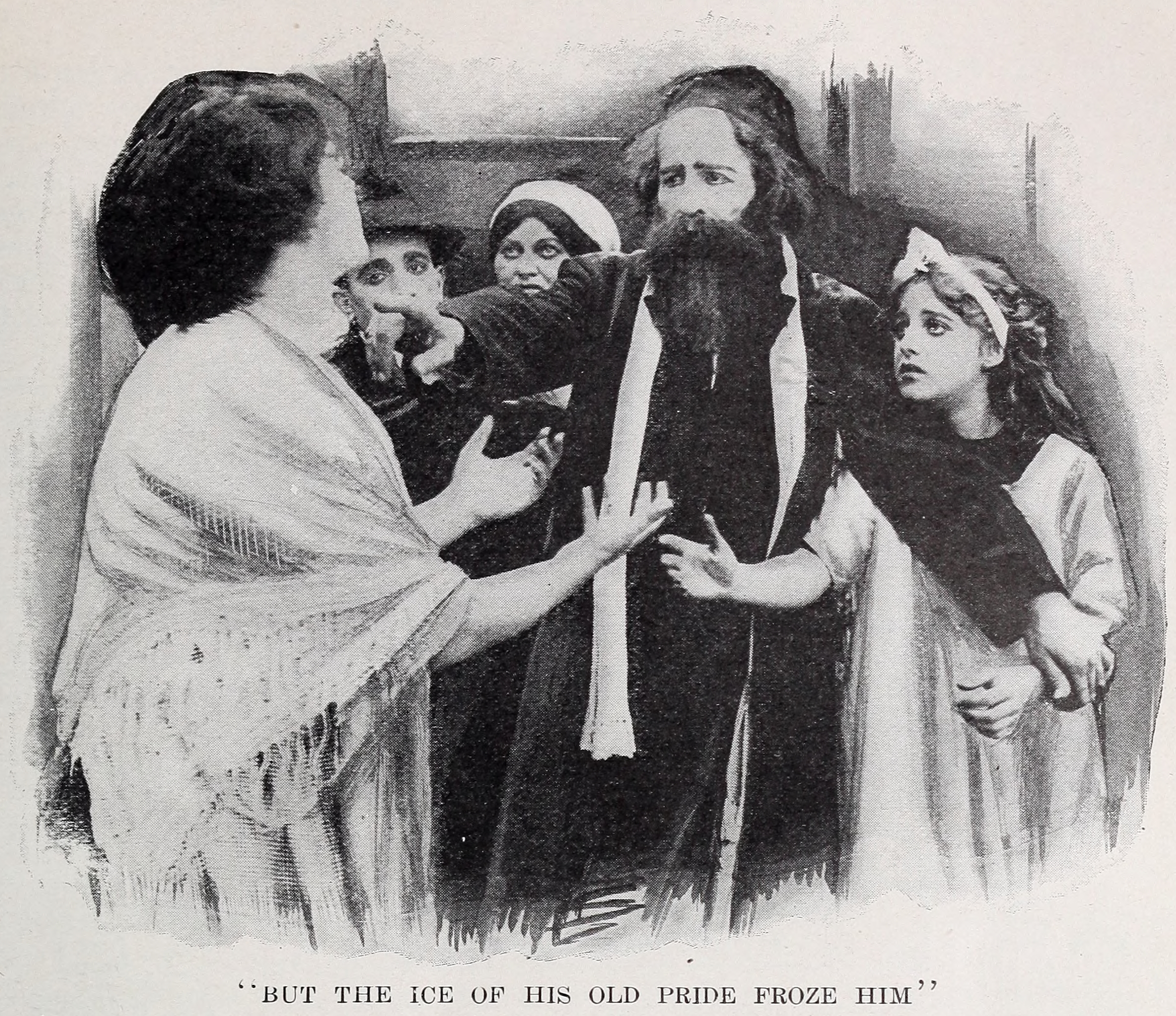
The Jew's Christmas (1913)

A finals de 1913, Weber i Smalley van fer The Jew's Christmas, una pel·lícula muda de tres rodets que dramatitza el conflicte entre els valors jueus tradicionals i els costums i valors americans,  il·lustrant els reptes de l'assimilació cultural, especialment el conflicte generacional sobre el matrimoni interreligiós i l'abandonament de la segona generació de la fe i els costums dels seus avantpassats. Tractant de combatre la discriminació racial i l'antisemitisme, la pel·lícula pretén mostrar que l'amor és més fort que qualsevol vincle religiós, i que "el lligam de sang supera l'orgull i els prejudicis de la religió".
El 1914, any en què va dirigir 27 pel·lícules, Weber es va convertir en "una de les primeres directores que va cridar l'atenció dels censors". Aquell any, Weber va codirigir una adaptació de The Merchant of Venice, de Shakespeare, amb Smalley, que també va interpretar a Shylock. convertint-la en la primera dona americana que dirigia un llargmetratge als Estats Units, i la primera persona que "va dirigir el primer llargmetratge de comèdia shakespeariana".  Al febrer de 1914, Universal va estrenar la pel·lícula muda Rex, de quatre rodets,  que també va ser adaptada per Weber i Smalley, i també va ser produïda, dirigida i protagonitzada per Weber com a Portia, i Smalley com a Shylock. La pel·lícula comptava amb Douglas Gerrard, Rupert Julian i Jeanie MacPherson, que tindrien un paper important al cinema com la guionista favorita de Cecil B. DeMille.